# Liliana May Davies
Liliana May Davies (ur. 30 sierpnia 1915 w Swansea, zm. 10 marca 2013 w Sztokholmie) – brytyjska modelka, członkini szwedzkiej rodziny królewskiej, od 7 grudnia 1976 księżna Hallandu jako żona szwedzkiego księcia Bertila Bernadotte.

## Powiązania rodzinne i edukacja
Liliana urodziła się 30 sierpnia 1915 w Swansea w Południowej Walii. Była córką Williama Johna Davisa i jego żony, Gladys Mary, z d. Curran. Oryginalnie jej imię brzmiało Lillian, ale podczas pracy modelki zrezygnowała z używania jednej litery „l”. Jej zdjęcia znalazły się w wielu prestiżowych magazynach, między innymi w „Vogue”. Jej rodzice rozstali się w latach dwudziestych dwudziestego wieku, ale oficjalnie otrzymali rozwód dopiero w 1939.

## Małżeństwa
Pomiędzy 1940 a 1945 Davies była żoną brytyjskiego aktora Ivana Craiga. W czasie II wojny światowej pracowała w fabryce, która produkowała radia dla brytyjskich żołnierzy i w szpitalu jako pielęgniarka. W 1943 w Londynie na przyjęciu z okazji jej dwudziestych ósmych urodzin poznała księcia Hallandu, Bertila Bernadotte, trzeciego syna króla Szwecji, Gustawa VI Adolfa. Wkrótce zostali kochankami, pomimo że Lillian wciąż była mężatką.
Starszy brat księcia Bertila, Gustaw Adolf Bernadotte, książę Västerbotten, był wówczas następcą tronu szwedzkiego, ale w styczniu 1947 zginął w katastrofie lotniczej. Jego syn, Karol Gustaw, miał niespełna rok i okazało się, że w wypadku śmierci króla to książę Bertil pełniłby obowiązki regenta (inni następcy tronu utracili swoje prawa do dziedziczenia wskutek zawarcia związków małżeńskich nie zaakceptowanych przez dwór królewski). Książę Bertil zdecydował, że nie poślubi Liliany i para dyskretnie mieszkała razem przez ponad trzydzieści lat. Wykupili dom we Francji w 1946 i było to ich prywatne miejsce zamieszkania. Bernadotte nie został jednak regentem, gdyż jego ojciec, Gustaw VI Adolf, żył jeszcze wiele lat, a po jego śmierci w 1973 tron przejął jego pełnoletni już wtedy wnuk, obecnie król Karol XVI Gustaw. Karol Gustaw sam poślubił kobietę nie mającą arystokratycznego pochodzenia i wyraził zgodę na ślub stryja z Lillian Davies. Para zawarła związek małżeński 7 grudnia 1976 w kościele w Pałacu Drottingholm w obecności króla i królowej Szwecji. Liliana otrzymała tytuł „księżnej Hallandu”. Małżonkowie nie mieli dzieci.
Książę Bertil zmarł 5 stycznia 1997 w ich domu w obecności księżnej Liliany.

## Członkini rodziny książęcej
Księżna Lillian brała aktywny udział w życiu szwedzkiej rodziny królewskiej, nawet po śmierci męża. Reprezentowała króla w wielu oficjalnych wydarzeniach aż do 2010. Opiekowała się licznymi organizacjami, była honorowym członkiem klubów i instytucji, które wcześniej miał pod swoim patronatem książę Bertil. Była bardzo lubiana przez członków rodziny królewskiej, a najbliższe relacje łączyły ją z królową Sylwią, księżną Wiktorią i księciem Karolem Filipem.
Niemal każdego roku pojawiała się na ceremonii rozdania Nagród Nobla. Uczestniczyła w obchodach dwudziestej piątej rocznicy ślubu króla Karola Gustawa i królowej Sylwii (2001) i sześćdziesiątych urodzin króla (2006).
W 2000 opublikowała biografię, opisującą jej życie u boku księcia.

## Ostatnie lata życia
W sierpniu 2008 upadła w swoim apartamencie, niefortunnie łamiąc biodro, a w lutym 2009 zdarzył się jej podobny wypadek. 3 czerwca 2010 ogłoszono, że księżna Hallandu cierpi na chorobę Alzheimera i nie będzie więcej pojawiać się publicznie (nie uczestniczyła w ceremonii zaślubin księżnej Wiktorii z Danielem Westlingiem w czerwcu 2010).
Liliana zmarła 10 marca 2013 w swoim domu w Sztokholmie w trakcie poobiedniej drzemki. Datę pogrzebu księżnej wyznaczono na 16 marca. Z powodu żałoby odwołano uroczystości, które miały się odbyć 14 marca z okazji imienin księżnej Wiktorii.
Ceremonia pogrzebowa odbyła się w królewskiej kaplicy w pałacu królewskim. Wśród uczestników uroczystości pojawiła się królowa Danii Małgorzata II, król Szwecji Karol XVI Gustaw, królowa Szwecji Sylwia, księżna Wiktoria Bernadotte, książę Daniel Westling, księżna Magdalena Bernadotte i książę Karol Filip. Księżna Hallandu spoczęła obok swojego małżonka, księcia Bertila, w Haga Park w Sztokholmie.